# المسجد الحسيني

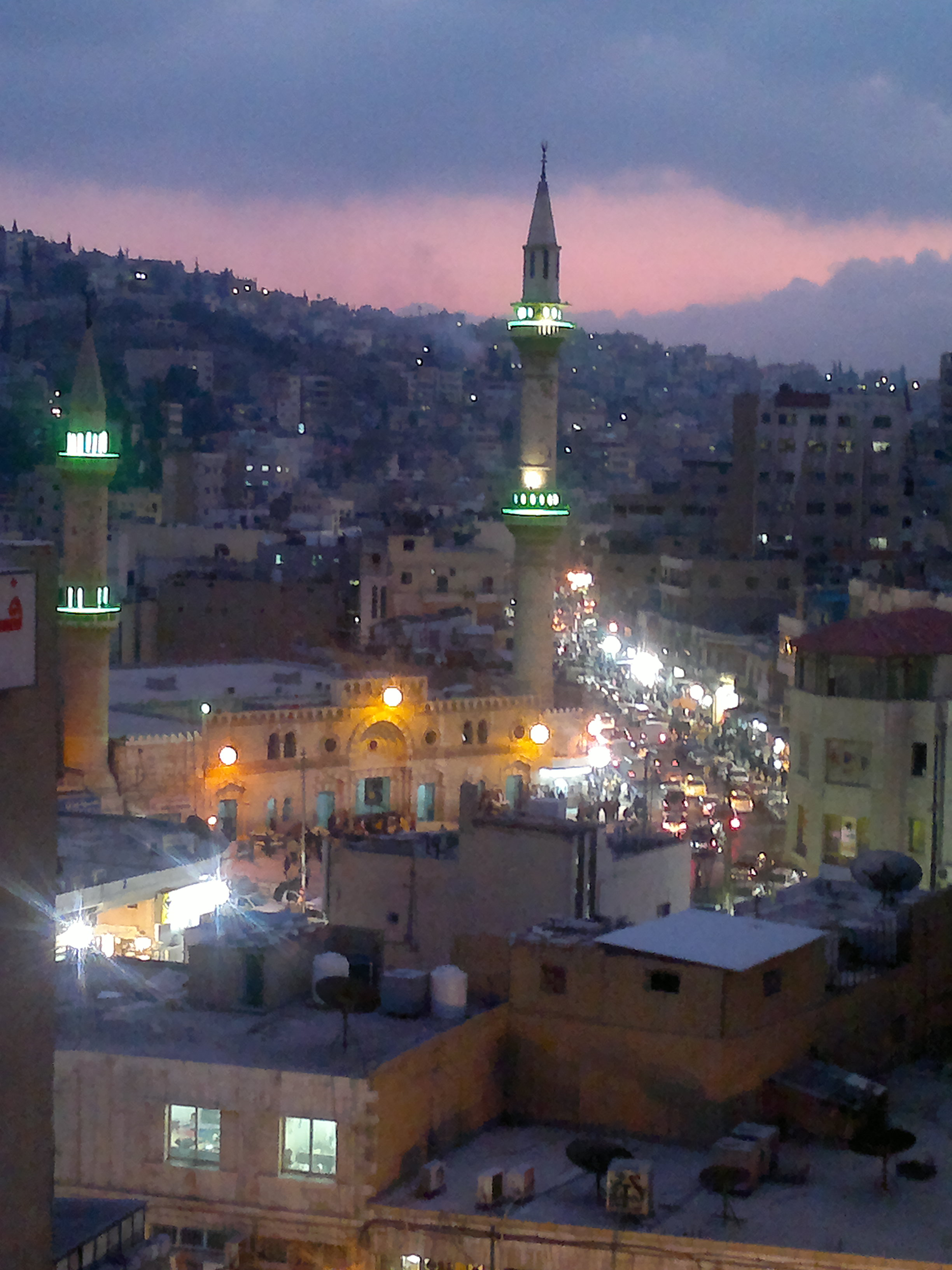
المسجد الحسيني، وسط البلد. أقدم مساجد عمّان.

المسجد الحسيني هو من أقدم مساجد العاصمة الأردنية عمّان، أسسه الأمير عبد الله الأول بن الحسين سنة 1923م؛ وسمّي بهذا الاسم نسبةً إلى الشريف حسين بن علي (قائد الثورة العربية الكبرى في الجزيرة العربية وبلاد الشام).
يبلغ طول المسجد الحسيني 58.5 متراً وعرضه 12.5 متراً، وله رواق أمامي ورواقان جانبيان وفي الوسط ساحة سماوية ومئذنتان ترتفع اليمنى 70 متراً واليسرى 35 متراً.

## تاريخ بناء المسجد قديماً
يعتبر المسجد الحسيني الكبير أول مشروع عمراني أقيم في عمان، وسبق بناؤه بناء قصر رغدان الذي بوشر في بنائه سنة 1924م، وانتهى العمل فيه سنة 1927م.
يقع المسجد الحسيني في وسط العاصمة عمّان في أول شارع الملك طلال والذي يوجد في وسط البلد. وهو ذو فناء كبير، وهو مزخرف بنقوش إسلامية جميلة.
والمسجد الحسيني مبني فوق أنقاض المسجد الأموي القديم. وقد أورد كلاً من الجغرافي أبو عبد الله محمد بن أحمد المقدسي في كتابه «أحسن التقاسيم في معرفة الأقاليم» وياقوت الحموي في كتابه «معجم البلدان»، وصفاً للمسجد الأموي القديم. ويمكن إجمال وصف المسجد الأموي القديم بأنه كان يتألف من صحن تحيط به من الجهات الثلاثة سقائف محمولة على أعمدة، ثم بيت للصلاة سقفه محمول على أعمدة أيضاً؛ تتجه عمودياً نحو حائط القبلة. وقد بُني هذا المسجد بحجارة مصنعة بشكل منتظم، كما زينت الواجهة المطلة على صحن المسجد بمكعبات الفسيفساء الملونة.
استخدم في بناء المسجد الحسيني الكبير الخلطة الإسمنتية، والتي اقتصرت استخدامها أول الأمر في بناء المئذنة الشرقية ذات الخوذة الحجرية، والتي دمّرت في زلزال 1927م، فتم إستبدالها بالخوذة الخشبية.
في الأربعينات من القرن العشرين، تم توسيع صحن المسجد وأقيمت في وسطه ميضأة، كما أضيفت المئذنة الغربية بارتفاع طابقين مشابهة للمئذنة الشرقية، ولكنها ذات خوذة حجرية.
أُجريت في المسجد الحسيني أعمال إصلاحات وتجديدات واسعة في العامين: 1986م، 1987م.

## اقرأ أيضًا
- مسجد عجلون الكبير.
- الوقف في الأردن
- المسجد الأموي في جرش.